# 가와바타 시키
가와바타 시키(川端志季)는 일본 만화 전문 작가이다.
2012년 잡지 별책 마가렛에 실린 단편 소설 "08:05의 이상한 얼굴"로 만화가로 데뷔했다. 작품은 주로 젊은 여성 관객을 대상으로 하는 순정 장르로 구성되어 있다. 2014년 10월에 시작된 그녀의 첫 번째 시리즈는 일본에서 2015년 최고의 소녀만화 5위로 선정되었다.
가장 잘 알려진 작품 중 하나는 2014~2015년에 별책 마가렛에서 연재 형식으로 처음 출판된 "우주 <소라>를 달리는거야?"(宇宙〈そら〉を駆けるよだか)이다. 나중에 슈에이샤가 3권으로 편찬했다. 이 작품의 성공에 힘입어 2018년 미디어 서비스 제공업체 넷플릭스는 Switched라는 제목으로 6부작 실사 미니시리즈 형태로 가와바타의 만화를 각색하여 제작했으며, 8월 1일 첫 방송되었다.